# Rechtspraxis
Als Rechtspraxis wird entgegen der Rechtstheorie die tatsächliche Umsetzung der Rechtsordnung im Leben bezeichnet, also wie eine Person im gesetzten Rechtsrahmen handelt. Dies spiegelt sich dann in der Auslegung von und der Rechtsprechung zu Gesetzen wider.

## Grundlage
Der Normgeber muss einen Tatbestand abstrakt regeln, da die gelebte Wirklichkeit nicht vorausgesehen werden kann. Daher ist es möglich, dass die abstrakte Regelung den gewünschten Tatbestand nicht trifft. Dann kann es zur Umsetzung contra legem oder zur Setzung von Recht durch die normative Kraft des Faktischen entsprechend Georg Jellinek kommen, so dass die „Praxis“ von der Rechtsetzung abweicht. Der andere Fall, dass die Normen einfach anwendbar sind, führt zu keiner Abweichung, so dass die Praxis der Rechtslage entspricht. Die Rechtspraxis hat daher einen starken soziologischen Aspekt, weshalb schon Max Weber die „Effektivität“ einer Rechtsordnung als die „Chancen der Durchsetzbarkeit“ bezeichnete.

## Beispiele
Die Gerichte beziehen sich in Urteilen häufig ausdrücklich auf die Rechtspraxis.
Ebenso werden Ratgeber, Handbücher und Aufsätze als für die Rechtspraxis bezeichnet, um dem Rechtspraktiker ein Arbeitsmittel an die Hand zu geben.

## Sonstiges
Teilweise wird als Rechtspraxis irrtümlich die Kanzlei eines Rechtsanwalts ähnlich einer Arbeitsstätte bezeichnet.